# Ниукканен, Юхо
Юхана (Юхо) Ниукканен (фин. Juho Niukkanen) (27 июля 1888, Кирву — 17 мая 1954, Хельсинки) — финский фермер и политик. Ниукканен был членом парламента в 1917—1933 и 1936—1954 годах, представлял Аграрный союз (Maalaisliitto). Трижды занимал пост министра финансов Финляндии (1927—1928, 1936—1937, 1953). Был министром обороны во время Советско-финляндской войны (1937—1940).